# Otto Lummitzsch
Otto Lummitzsch (* 10. Februar 1886 in Leipzig-Plagwitz; † 9. Dezember 1962 in Bonn) war ein deutscher Pionieroffizier, Architekt und Bauingenieur sowie der Gründer der Technischen Nothilfe und des Technischen Hilfswerks.

## Leben
Otto Lummitzsch war der Sohn eines schlesischen Rittergutsbesitzers und Landmaschinenhändlers. Nach dem Besuch eines Gymnasiums und später einer Realschule erwarb er das Abitur und besuchte eine Fachschule und eine Technische Hochschule. Er wurde Architekt und Bauingenieur. Als solcher war er bis zum Beginn des Ersten Weltkrieges, den er als Pionieroffizier bis zum Ende mitmachte, in Berlin tätig und diente als Adjutant beim Pionierregiment 35. Anschließend war er Angehöriger der Garde-Kavallerie-Schützen-Division.
Im Januar 1919 gründete und leitete er die Technische Abteilung (TA), die aus ehemaligen Angehörigen der Kaiserlichen Marine und Armee sowie sonstigen Freiwilligen bestand. Da die TA und andere militärische Nothilfen aufgrund der Bestimmungen des Versailler Friedensvertrags nicht auf Dauer fortbestehen konnten, schuf er im Herbst 1919 die später dem Reichsministerium des Inneren untergeordnete zivile Hilfsorganisation Technische Nothilfe.
Otto Lummitzsch wurde im April 1934 von den Nationalsozialisten der Leitung der TN enthoben, da er sich weigerte, sich von seiner „halbjüdischen“ Frau scheiden zu lassen. Lummitzsch war bis Juni 1946 Direktor bei der Zentralverwaltung der AEG in Berlin. Danach betätigte er sich dort bis August 1950 als freier Ingenieur.
1950 wurde er ins Bundesministerium des Innern nach Bonn berufen und vom damaligen Innenminister Gustav Heinemann mit den Vorarbeiten und dem Wiederaufbau des Technischen Hilfswerks (THW) beauftragt, das drei Jahre später als Bundesanstalt Technisches Hilfswerk die endgültige Rechtsform einer nicht rechtsfähigen Bundesanstalt erhielt. Seit dieser Zeit leitete Lummitzsch als Direktor diese Institution, bis er am 15. April 1955 sein Amt wegen Überschreitung der Altersgrenze niederlegte. Von September 1952 bis zu seinem Ausscheiden war die Zahl der verpflichteten Helfer der Organisation von rund 6000 auf 40.000 und die Zahl der Ortsverbände auf 377 angewachsen. Anlässlich seiner Abschiedsfeier überreichte ihm Innenminister Gerhard Schröder das Große Bundesverdienstkreuz.

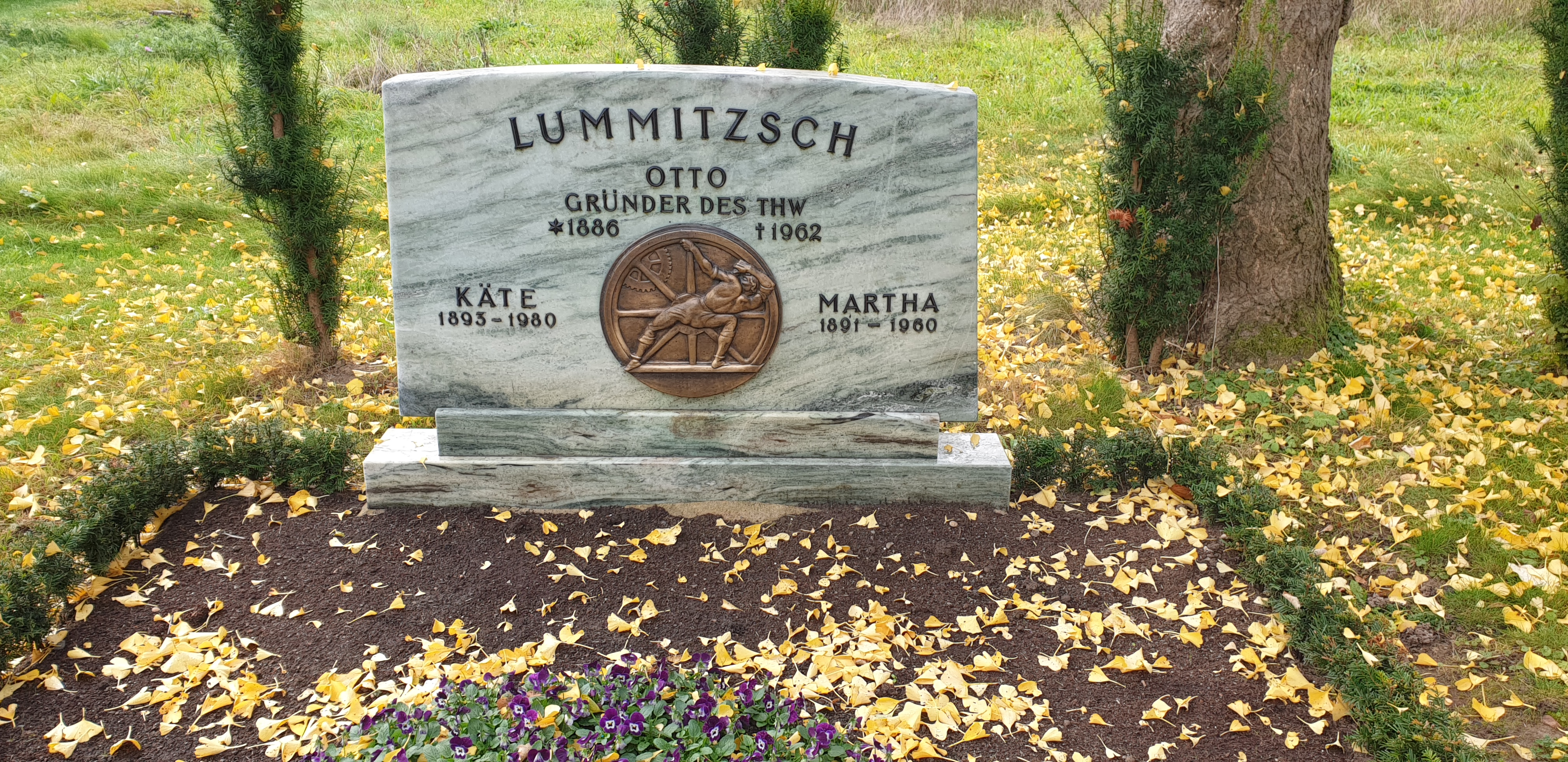
Grab Otto Lummitzschs auf dem Bonner Südfriedhof

Lummitzsch war verheiratet mit Käthe, geborene Heilbronn, und hatte zwei Töchter.